# Баум, Уильям Уэйкфилд
Уи́льям Уэ́йкфилд Ба́ум (англ. William Wakefield Baum; 21 ноября 1926, Даллас, штат Техас, США — 23 июля 2015, Вашингтон, США) — американский куриальный кардинал. Епископ Спрингфилда с 18 февраля 1970 по 5 марта 1973. Архиепископ Вашингтона с 5 марта 1973 по 18 марта 1980. Префект Священной Конгрегации католического образования с 15 января 1980 по 6 апреля 1990. Великий пенитенциарий с 6 апреля 1990 по 22 ноября 2001. Кардинал-священник с титулом церкви Санта-Кроче-ин-виа-Фламиния с 24 мая 1976. Старейший по возведению в сан американский кардинал в истории.

## Ранняя жизнь и образование
Уильям Уэйкфилд Уайт был сыном Гарольда Э. и Мэри Леоны (урожденной Хейс) Уайт. Его отец, пресвитерианин, умер, когда Уильям был маленьким ребёнком, впоследствии семья переехала в Канзас-Сити, Миссури, где его мать вторично вышла замуж за Чарльза Джерома Баума, еврейского бизнесмена, который усыновил Уильяма и дал ему свою фамилию.
Получил первоначальное образование в церковно-приходской школе при церкви Св. Петра, в возрасте 10 лет стал прислуживать министрантом. Поступил в семинарию Святого Иоанна в 1940 году, затем изучал философию в колледже кардинала Гленнона в Сент-Луисе. В 1947 году он поступил в Кенрикскую семинарию в Сент-Луисе.

## Священник, епископ, кардинал
Образование получил в Кенрикской семинарии в Сент-Луисе, а также в Ангеликуме в Риме. Посвящён в священника 12 мая 1951 года, в церкви Святого Петра в Канзас-сити, епископом этого диоцеза Эдвином Винсентом О’Хара. В 1951—1956 годах — пасторская работа в епархии Канзаса, а также преподавание в католическом колледже Святой Терезы. В 1958—1962 годах был нотариусом церковного трибунала, секретарём литургической епархиальной комиссии, экзаменатором духовенства. Тайный камергер с 1961 года, что дало право Бауму титуловаться монсеньором. В 1962—1965 служил вице-канцлером епархии Канзаса, был экспертом на Втором Ватиканском соборе. Баум позже стал канцлером этой епархии перед своим назначением на пост епископа Спрингфилда 18 февраля 1970 года.
Рукоположён в епископы 6 апреля 1970 года архиепископом Сент-Луиса кардиналом Джоном Джозефом Карберри.
Тремя годами позднее папа римский Павел VI назначил его архиепископом Вашингтона, округ Колумбия (его преемником в епархии Спрингфилда стал будущий кардинал Бернард Лоу), а на консистории от 24 мая 1976 года Баум был назван кардиналом. Уильям Баум был архиепископом Вашингтона до 18 марта 1980 года.

## Служение вкурии
Папа римский Иоанн Павел II повысил статус кардинала Баума в курии. В 1980 году он был призван на работу в Ватикан, в качестве префекта Конгрегации католического образования, великого канцлера Папского Григорианского университета и великого канцлера Папского института христианской археологии. В 1990 году Баум стал великим пенитенциарием Церкви, возглавив Священную пенитенциарию — ведомство, отвечающее за отпущение грехов.
Кардинал Баум в последнее время часто болел, страдал от ухудшения зрения. Его отставка с поста великого пенитенциария была принята через день после его 75-летия в 2001 году, но он по-прежнему оставался настолько активным членом курии, насколько позволяло ему его здоровье, приняв участие, например, во встрече с американскими кардиналами по поводу т. н. педофильского скандала в 2003 году.

## Старейший американскийкардинал
8 марта 2011 года, кардинал Баум превзошёл кардинала Джеймса Гиббонса, архиепископа Балтимора, по времени нахождения в сане кардинала, и тем самым стал самым старейшим по возведению в сан американским кардиналом в истории.
Участник трёх конклавов: 25-26 августа 1978 года, избравшего Иоанна Павла I, и 14-16 октября 1978 года, на котором понтификом был избран Иоанн Павел II. Баум был также и одним из кардиналов-избирателей, которые участвовали в папском Конклаве 2005 года, избравшем папой римским Бенедикта XVI. На Конклаве он был старшим по возведению в сан кардиналом.
Наряду с Бенедиктом XVI (тогда кардиналом Йозефом Ратцингером) и филиппинским кардиналом Хайме Сином он был одним из трёх кардиналов, возведённых в сан ещё папой Павлом VI, которые сохранили право голоса на последнем конклаве. А с избранием Ратцингера папой римским 19 апреля 2005 года и смертью кардинала Сина 21 июня 2005 года, Баум оставался единственным кардиналом, возведённым в сан папой Павлом VI, который ещё мог голосовать на папском конклаве.
Однако 21 ноября 2006 года кардиналу Бауму исполнилось 80 лет, и в соответствии с принятыми в Ватикане правилами, он потерял право участвовать в конклавах. После этого все кардиналы, имеющие право голоса на конклаве, возведены в сан либо папой Иоанном Павлом II, либо папой Бенедиктом XVI.
Скончался 23 июля 2015 года, в Вашингтоне, округ Колумбия.